# Vicente de Paredes
Vicente García de Paredes (Valencia, 1845-París, c. 1905) fue un pintor español, especializado en la pintura de género.

## Biografía
Comenzó su formación artística en la Escuela de Bellas Artes de San Carlos, en su ciudad natal. Más tarde viajó a Madrid, donde se dedicó a hacer copias en el Museo del Prado. Después estuvo en Roma, ciudad en la que practicó la pintura de carácter orientalizante. Finalmente se estableció en París en 1884, donde las llamadas «obras de casacas», serán su tema predilecto.
Sus obras pictóricas fueron muy populares, ya que se reprodujeron en gran cantidad de revistas ilustradas de toda Europa. Por ejemplo en Le Monde Illustré, donde se publicaron muchas de sus acuarelas.

## Técnica y estilo
La mayor parte de su obra está realizada al óleo y a la acuarela, técnica esta en la que destacó dentro de la Escuela de Pintura Española del siglo XIX. Su pintura la elabora a base pinceladas delicadas y coloreados en tonos pastel.

Desarrolló, sobre todo, la pintura de género, con un particular estilo para plasmar tanto exteriores como interiores; estos últimos suelen representar salones decorados al estilo de Luis XV de Francia. Generalmente, los protagonistas de sus pinturas y dibujos son personajes distinguidos.

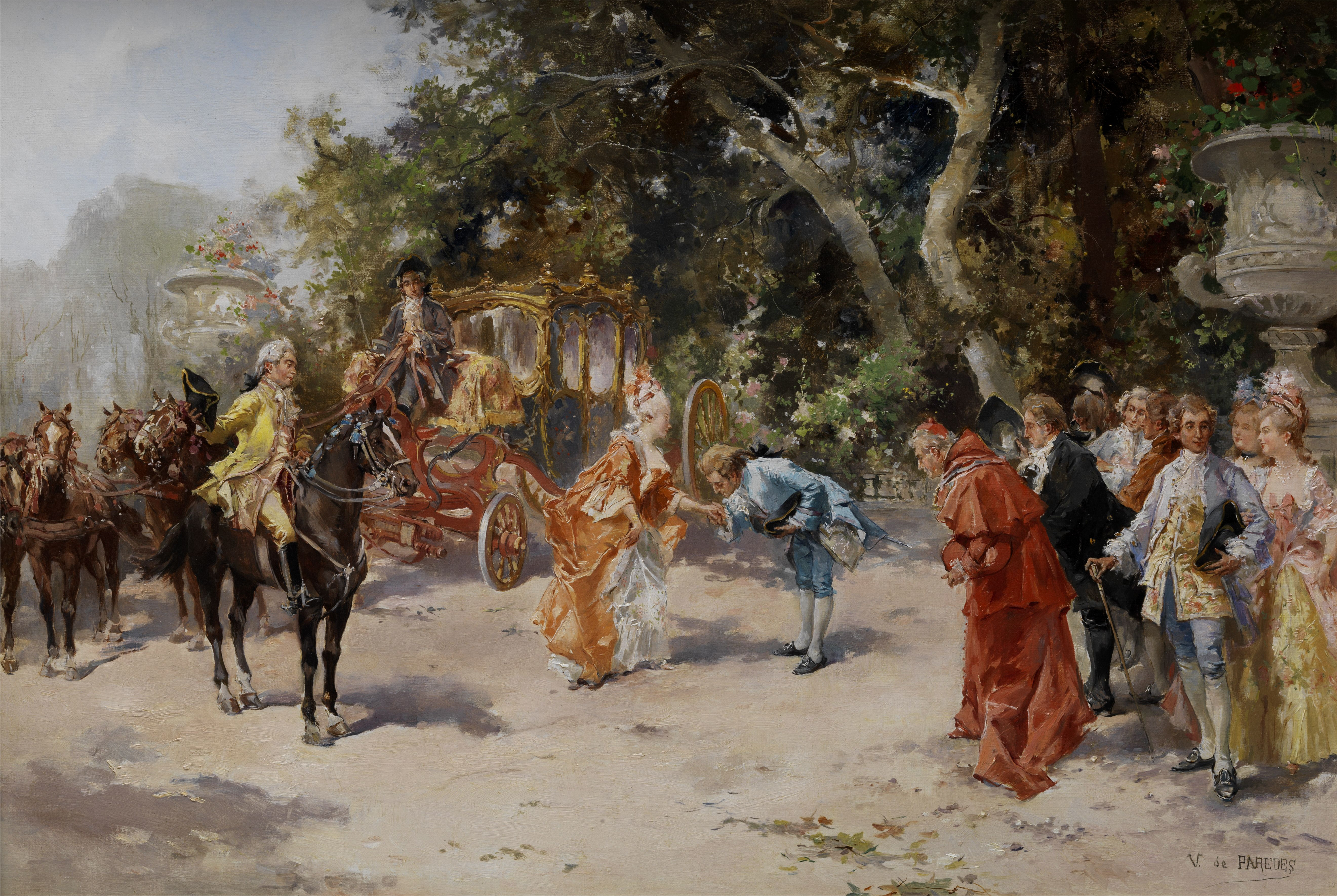
Vicente de Paredes. La llegada. Óleo sobre lienzo, 38 x 55,5 cm.

## Exposiciones y premios
Gracias a su destreza, expuso muchas de sus acuarelas en el Círculo de Bellas Artes y en la Sociedad de Acuarelistas de París.
Consiguió la Medalla de Bronce en la Exposición de Bellas Artes de Valencia y una mención honorífica en la Exposición Universal de París de 1900.
Sus obras aparecen en las colecciones de la baronesa Carmen Thyssen-Bornemisza, el Museo Metropolitano de Arte de Nueva York o en la del Museum of Fine Arts de Boston.